# 파쿤도 곤살레스
파쿤도 곤살레스(스페인어: Facundo González Molino, 2003년 7월 6일~)는 우루과이의 축구 선수로, 페예노르트와 우루과이 연령별 대표팀에서 수비수로 활동하고 있다.

## 어린 시절
스페인 5부 리그 팀 비스타 알레그레 유소년팀에 있던 그는 2019년에 스페인 라리가 발렌시아의 유소년팀으로 이적했다.

## 구단 경력
2023년 8월 8일, 유벤투스와 3년 계약을 체결했다.
2023년 8월 23일, 세리에 B의 삼프도리아로 임대되었다.

## 국가대표팀 경력
U-20 우루과이 대표로 활동하던 그는 2023년 FIFA U-20 월드컵에서 우승한 우루과이 대표팀의 일원으로 참가했다.
2023년 6월, 니카라과와 쿠바와의 친선경기를 위해 A대표팀에 처음으로 차출되었다.